# Allyn-Grapeview
Allyn-Grapeview is een plaats (census-designated place) in de Amerikaanse staat Washington, en valt bestuurlijk gezien onder Mason County.

## Demografie
Bij de volkstelling in 2000 werd het aantal inwoners vastgesteld op 2004.

## Geografie
Volgens het United States Census Bureau beslaat de plaats een oppervlakte van
35,7 km², waarvan 21,9 km² land en 13,8 km² water.

## Plaatsen in de nabije omgeving
De onderstaande figuur toont nabijgelegen plaatsen in een straal van 24 km rond Allyn-Grapeview.